# Карли Клос
Карли Клос (Чикаго, 3. август 1992) је амерички модел и предузетник. Била је Викторијин анђео (Victoria’s Secret Angel) од 2011. године до 2014. године.

## Младост и образовање
Карли је рођена 3. августа 1992. године у Чикагу. Њена породица има данске, њемачке и пољске корене. Клос има три сестре, Кристин и близнакиње Кимберли и Каријан. 1994. године се преселила са породицом у St. Louis. Карли је своју балетску обуку назвала " лијепа ствар " која ју је научила како да се креће у свијету моделинга и била јој одлично мјесто обуке " ход на писти. " Похађала је Webster Groves High School у Webster Groves, Missouri.

## Каријера

### Модни почетак 2006—2010
Године 2006. Карли је позирала за насловницу Scene Magazine У Чикагу. Elite Chicago ( сада Factor Woman ) је прослиједио ове фотографије листовима Elite NY, који су је одвели у Њујорк. Једно од њених првих ангажовања је било за Abercrombie kids када се представила за фотографију бренда Bruce Weber. У јануару 2008. године напустила је Elite и потписала за Next Model Management. Након Њујорка, прошла је 20 изложби у Милану, 13 у Паризу за јесен 2008 колекцију и 64 ревије у једној сезони. Клос се нашла усред правом спора када је њена бивша агенција Elite тужила њену садашњу агенцију Next Model Management за наводно крађу њихове младе звезде нудећи јој неисправну компензацију да потпише. Агенција Elite се осећала одговорном и заслужном за покретање њене каријере и ангажовања у свету моделинга. Случај је на крају решен ван суда. Након 4 године наступања за Next Model Management потписала је за IMG Models. Моли Симс, која се сматра њеним ментором, изјавила је да мисли да ће Клос изгледати добро и у 30-им због свог класичног изгледа. Ушла је у глумачке воде када се појавила у 4-ој сезони, 1. епизоде познате серије Gossip girl.

### Признање и успех 2011—данас
Њен ход, који је један од најнеобичнијих, сматра се веома моћним. У фебруару 2011. године супермодел Тајра Бенкс је изјавила да је Клос једна од њених омиљених модела због своје аутентичности и атипичне лепоте. Life Magazine фотографисао је Карли за насловницу специјалног издања за штампу подјељену током Њујоршке недеље моде у септембру 2011. године. 2013. године именована је за амбасадора за Coach. У 2016. години започела је хуманитарну организацију Kode With Klossy и програм стипендирања каријере која ради са школама за олакшавање програма учења и стварање заједнице за младе жене у техници.

## Приватни живот
Клос је страствени рачунарски програмер. У априлу 2015. године сарађивала је са Flatiron School and Code са циљем да понуди стипендију њеној хуманитарној организацији, како би подржала младе дјевојке заинтересоване за рачунарство и софтверски инжењеринг.
Од 2012. године је у љубавној вези са бизнисменом и инвеститором Joshua Kushner.